# Kabanjahe

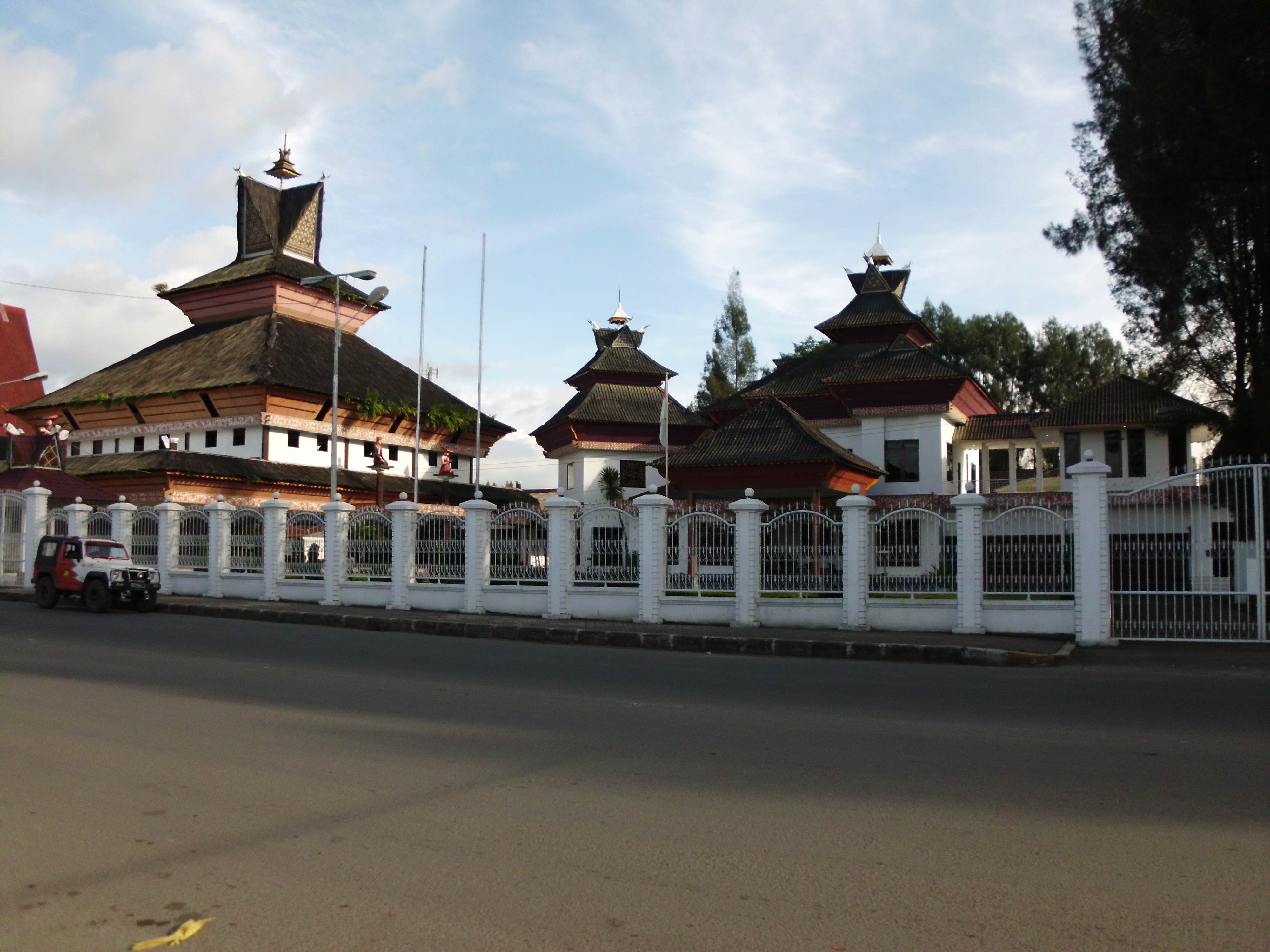
Verandah of Karo Regency

Kabanjahe est une town située à 2 heures[Comment ?] de Medan, Sumatra du Nord, en Indonésie, et au sud de Berastagi. Kabanjahe est la capitale du kabupaten de Karo.
La majorité de sa population sont Karo et parlent le Batak karo. La ville est réputée pour son plat de porc appelé Babi Panggang Karo.